# Принцип на най-малкия интерес
Принципът на най-малкия интерес (на английски: Principle of Least Interest) е идея от социологията, че личността или групата с най-малко количество интерес в продължаването на дадена връзка имат най-голяма власт над връзката. В контекста на динамиката на човешките взаимоотношения принципът определя към коя страна ще се наклони балансът на силите. Принципът е приложим към междуличностните отношения, бизнес отношенията и всякакви други видове връзки, в които участва повече от една страна.
Терминът е въведен в употреба през 1938 година от американския социолог Уилард Уолър в книгата му „Семейството: Динамична интерпретация“ (The Family: A Dynamic Interpretation). Посредством проучванията си Уолър открива, че силите в една двойка в периода на ухажване почти никога не са разпределени поравно между двамата партньори: по разнообразни причини единият партньор се ползва с по-голямата власт над взаимоотношенията в двойката. За такива небалансирани отношения Уолър предлага принципа на най-малкия интерес, като го обосновава по следния начин: В една връзка с неравно разпределение на властта единият партньор получава повече от връзката, било то емоционално, физически или финансово. Партньорът, който получава по-малко от връзката, има по-малък стимул да продължи връзката и следователно в по-голяма степен може да заплаши с прекратяването ѝ, така че да накара другия партньор да отстъпи пред исканията му. За партньора с най-малкия интерес продължаването на връзката е от най-малко значение и води до най-малки последици. За другата страна обаче въпросът може да е от много по-съществено значение.

## Проучвания на принципа на най-малкия интерес
Първото голямо проучване за тестване на принципа е направено през 1972 година в статия на Еслингър, Кларк и Дайнс. Изследователите са интервюирали 113 случайно подбрани колежани, записали курсове по социология, за да проверят дали съществуват разлики в емоционалното ангажиране във връзките им и дали степента на ангажираност на даден човек се влияе от това как е бил отгледан като дете – бюрократично или предприемчиво. Проучването потвърдило наличието на такава разлика, както и на разлика между мъжете и жените, като най-слабата средна отдаденост при жените била с 4 пункта по-висока от най-силната средна отдаденост при мъжете. Изводът от проучването бил, че мъжете в групата са значително по-слабо заинтересовани да поддържат своите връзки и са били в позиция да използват за своите цели принципа на най-малкия интерес.
Това проучване било затвърдено през 1984 година от проучване на баланса на силите във взаимоотношенията между хомосексуални жени. Почти 40% от участниците в проучването съобщили за неравен баланс на силите във връзката. Нещо повече, същите респонденти отбелязват още, че чувстват, че партньорката, която била по-слабо зависима от взаимоотношението, се ползвала с повечето власт над връзката.
Едно проучване от 1994 година на 413 хетеросексуални американци открива значителна отрицателна корелация между баланса на силите между партньорите и емоционалното ангажиране между тях. Изследователите отбелязват, че усещането за безсилие във връзката нараства с нарастването на емоционалното им ангажиране. 39 процента от участниците в проучването съобщават, че жената във връзката е по-емоционално отдадената страна, в сравнение със само 21 процента от мъжете, които били по-ангажирани.
В продължение на това проучване изследване на Шпрехер и Фелмлий от 2006 година на 101 хетеросексуални американски двойки в период на запознанство показва, че партньорите, които се възприемат като по-емоционално ангажирани в двойката, също така се чувстват и по-безсилни.
През 2012 година е проведено проучване на принципа на най-малкия интерес, в който са направени 30 задълбочени интервюта с 15 неженени афроамерикански двойки. Проучването установява, че партньорите, които са по-слабо отдадени в емоционален план, обичайно са тези, които вземат решенията по отношение на контрацепцията.